# 科摩罗角鸮
科摩罗角鸮（學名：Otus pauliani），鴟鴞科角鴞屬下的一種，是科摩羅群島的特有種。
此鳥僅在科摩羅群島內，大科摩羅島上一座活火山──卡薩拉山（Le Karthala）上生活。現時種群的數目大約是2000頭。雖然如此，但由於分佈狹窄，因此在IUCN紅色名錄內列為極危物種。其棲地正面臨大規模的森林開伐威脅。

## 外部連結
- 國際鳥盟介紹 （页面存档备份，存于）